# Tetramorium somniculosum
Tetramorium somniculosum är en myrart som beskrevs av Arnold 1926. Tetramorium somniculosum ingår i släktet Tetramorium och familjen myror. Inga underarter finns listade i Catalogue of Life.